# Crocicreas epitephrum
Crocicreas epitephrum är en svampart som först beskrevs av Miles Joseph Berkeley, och fick sitt nu gällande namn av S.E. Carp. 1980. Crocicreas epitephrum ingår i släktet Crocicreas och familjen Helotiaceae.   Inga underarter finns listade i Catalogue of Life.